# Janteh
Janteh is een bestuurslaag in het regentschap Bangkalan van de provincie Oost-Java, Indonesië. Janteh telt 1689 inwoners (volkstelling 2010).